# ナット (1921年の映画)
『ナット』(The Nut) は、セオドア・リードが監督して1921年に制作されたアメリカ合衆国のサイレントのコメディ映画。

## 概要
フェアバンクスの伝記作家であるジェフリー・ヴァンスは、この作品について「『ナッツ』はマイナーな作品であり、フェアバンクスの経歴についての批評的評価の対象から見過ごされることもしばしばある。これは不幸なことであり、この作品中には、魅力的なシークエンスがいくつもあり、俳優兼プロデューサーだったフェアバンクスが制作当時にもっていた考えの多くが表現されている。」と述べている。ヴァンスはまた、「この作品は、混乱したドタバタ劇のようなものであり、魔法のような仮面劇や、イリュージョン、ギミックなど、瞬時に大いに楽しませてくれる要素にも満ちている」とも述べている。

## あらすじ
当時の映画新聞に掲載された要約によると、主人公チャーリー（フェアバンクス）にはガールフレンドのエストレル（ド・ラ・モット）がいて、彼女は、もし金持ちが、貧しい子どもたちを日々自分の家に受け入れるなら、その環境によって子どもたちはまともに育つだろうと考えていた。エストレルには金持ちの知り合いがいなかったので、チャーリーは会合をもつことを計画する。チャーリーは、本当の金持ちばかりでなく、サクラも必要と考えて何人かの男たちを雇うが、実は彼らはコソ泥や博打打ちであった。次にチャーリーはダミーを使うが、エストレルは騙されず、彼の仕打ちに腹を立てる。とある金持ちの新聞記者が、死体を運ぶ男の話を取材していたところ、実はそれはダミーを運んでいたチャーリーで、こうしてチャーリーは本当の金持ちと知り合う。エストレルは満足し、チャーリーの求婚を受け入れる。

## キャスト
- ダグラス・フェアバンクス - チャーリー・ジャクソン (Charlie Jackson)
- マーガレット・ド・ラ・モット（英語版） - エストレル・ウィン (Estrell Wynn)
- ウィリアム・ローリー（英語版） - フィリップ・フィーニー (Philip Feeney)
- ジェラルド・プリング（英語版） - 紳士ジョージ (Gentleman George)
- モリス・ヒューズ (Morris Hughes) - バーネリアス・ヴァンダーブルック・ジュニア (Pernelius Vanderbrook Jr)
- バーバラ・ラ・マー - クロディーヌ・デュプリー (Claudine Dupree)
- シドニー・ド・グレイ（英語版）（Sydney dé Grey とクレジット）

このほか、フランク・キャンポウ、ジャンヌ・カーペンター、チャールズ・チャップリン、メアリー・ピックフォード、チャールズ・スティーヴンスが、クレジットなしで出演している。
ただし、フェアバンクスの伝記作家であるジェフリー・ヴァンスは、多くの映画史家が主張しているチャールズ・チャップリンの本作への出演について異論を唱えており「パーティーの場面で放浪者の姿で短く登場する人物が、チャップリンの模倣者であって、チャプリン本人ではないことは明らかである」と述べている。